# Soliskový potok
Soliskový potok – potok, prawy dopływ Osturniańskiego Potoku (Osturniansky potok) na Słowacji.  Wypływa na wysokości około 900 m w leju źródliskowym między dwoma północnymi grzbietami szczytu Solisko (1123 m) w Magurze Spiskiej.  Spływa w kierunku północnym i na wschodnim końcu zabudowań miejscowości Osturnia uchodzi do Osturniańskiego Potoku. Następuje to w miejscu o współrzędnych 49°20′12″N 20°16′57″E/49,336667 20,282500.
Zlewnia Soliskovego potoku to głównie porośnięte lasem zbocza gór Magury Spiskiej, ale dno doliny to tereny trawiaste, pastwiska i hale miejscowości Osturnia. Obecnie stopniowo zarastają lasem.